# 왕기 (깃발)
왕기(王旗, 영어: Royal standard)는 군주 및 왕실 구성원의 표식으로 사용하는 깃발이다. 이 항목에서는 황기(皇旗, 영어: Imperial Standard) 또한 다룬다.

## 왕기 목록

노르웨이
덴마크
말레이시아
바레인
스웨덴
일본
캄보디아
통가

## 옛 왕기 목록

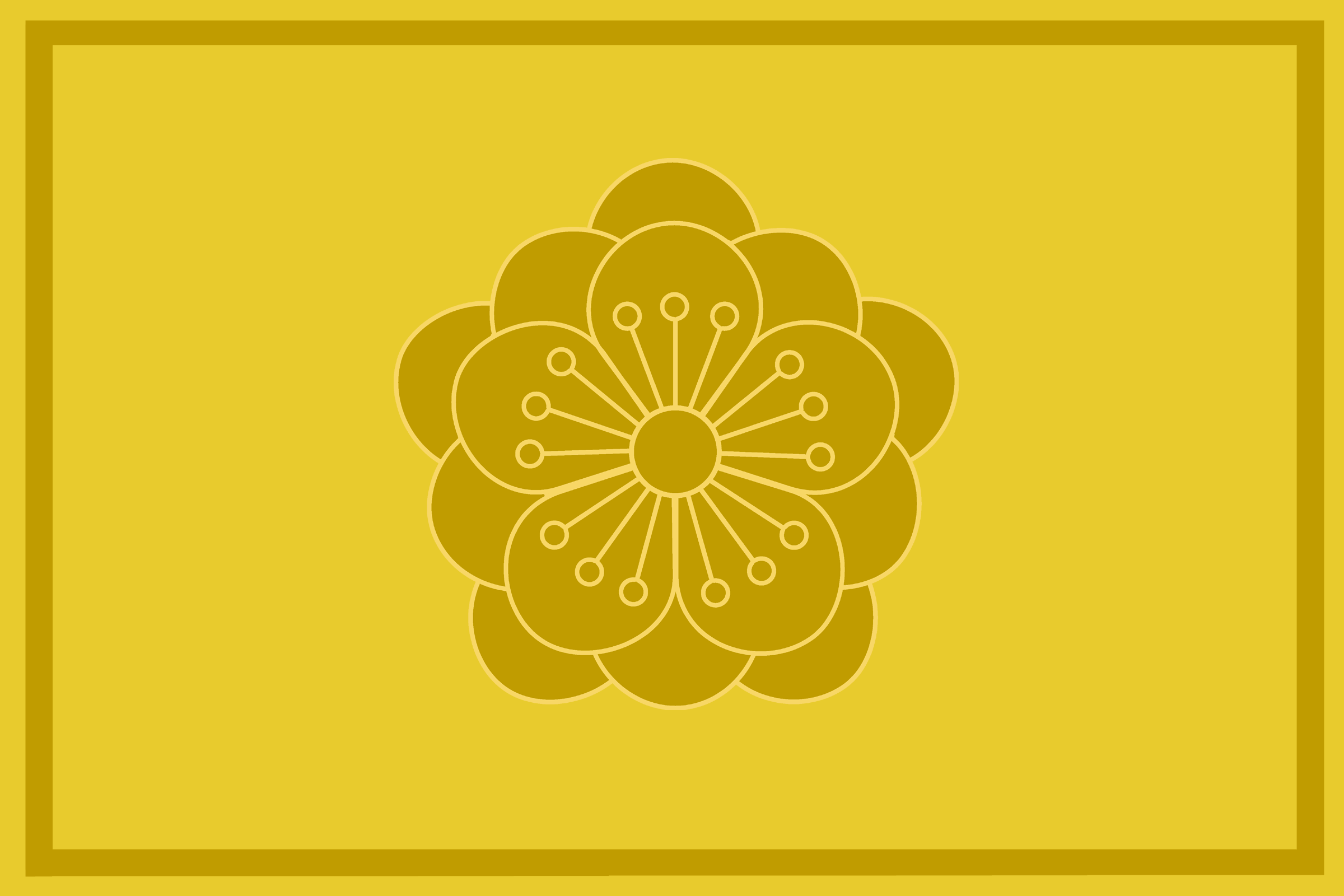
대한제국(황제기, 1908년~1910년)
독일 제국(황제기, 1888년~1918년)
유고슬라비아 왕국(국왕기, 1937년~1941년
이란 제국(황제기)
이집트 왕국